# パタナカン通り
パタナカン通り(Pattanakan Road)は、タイのバンコクにある道路。 ニューペッブリー通りがランカムヘン通りとの交差点を過ぎると、パタナカン通りと名前が変わる。エアポート・レール・リンク（スワンナプーム国際空港との連絡鉄道）、とほぼ平行に走っている。